# Wołowisko
Wołowisko (ok. 1485 m) – płytka, szeroka przełęcz w głównym grzbiecie masywu Babiej Góry (Pasmo Babiogórskie) w Beskidzie Żywiecko-Orawskim. Znajduje się pomiędzy Cylem (Małą Babią Górą, 1517 m) a jej niższym, położonym po wschodniej stronie przedwierzchołkiem zwanym Niższym Cylem (ok. 1490 m).
Głównym grzbietem Pasma Babiogórskiego od Babiej Góry na zachód biegnie granica polsko-słowacka oraz Wielki Europejski Dział Wodny. Polskie stoki przełęczy Wołowisko należą do miejscowości Zawoja, słowackie do miejscowości Orawska Półgóra. Rejon przełęczy Wołowisko jest trawiasty, szczególnie po słowackiej stronie, gdzie stoki są łagodniejsze. Nie jest to jednak piętro halne, na tej wysokości w masywie Babiej Góry naturalnie występuje bowiem piętro kosodrzewiny. Hala pasterska powstała przez wyrąbanie dla pasterskich celów zarośli kosodrzewiny i lasu. Po zaprzestaniu wypasu ponownie stopniowo zarasta.
Cały ten obszar podlega ścisłej ochronie; po polskiej stronie należy do Babiogórskiego Parku Narodowego, po słowackiej do rezerwatu przyrody Babia Góra (reservácia Babia hora). Polska część znajduje się w granicach wsi Zawoja w województwie małopolskim, w powiecie suskim, w gminie Zawoja. Przez przełęcz prowadzą dwa znakowane szlaki turystyczne: zielony (polski) i niebieski (słowacki).
Szlaki turystyczne
 Brona – Niższy Cyl – Wołowisko – Mała Babia Góra – Żywieckie Rozstaje. Czas przejścia: 1:10 h, 1:35 h
  niebieski graniczny szlak słowacki

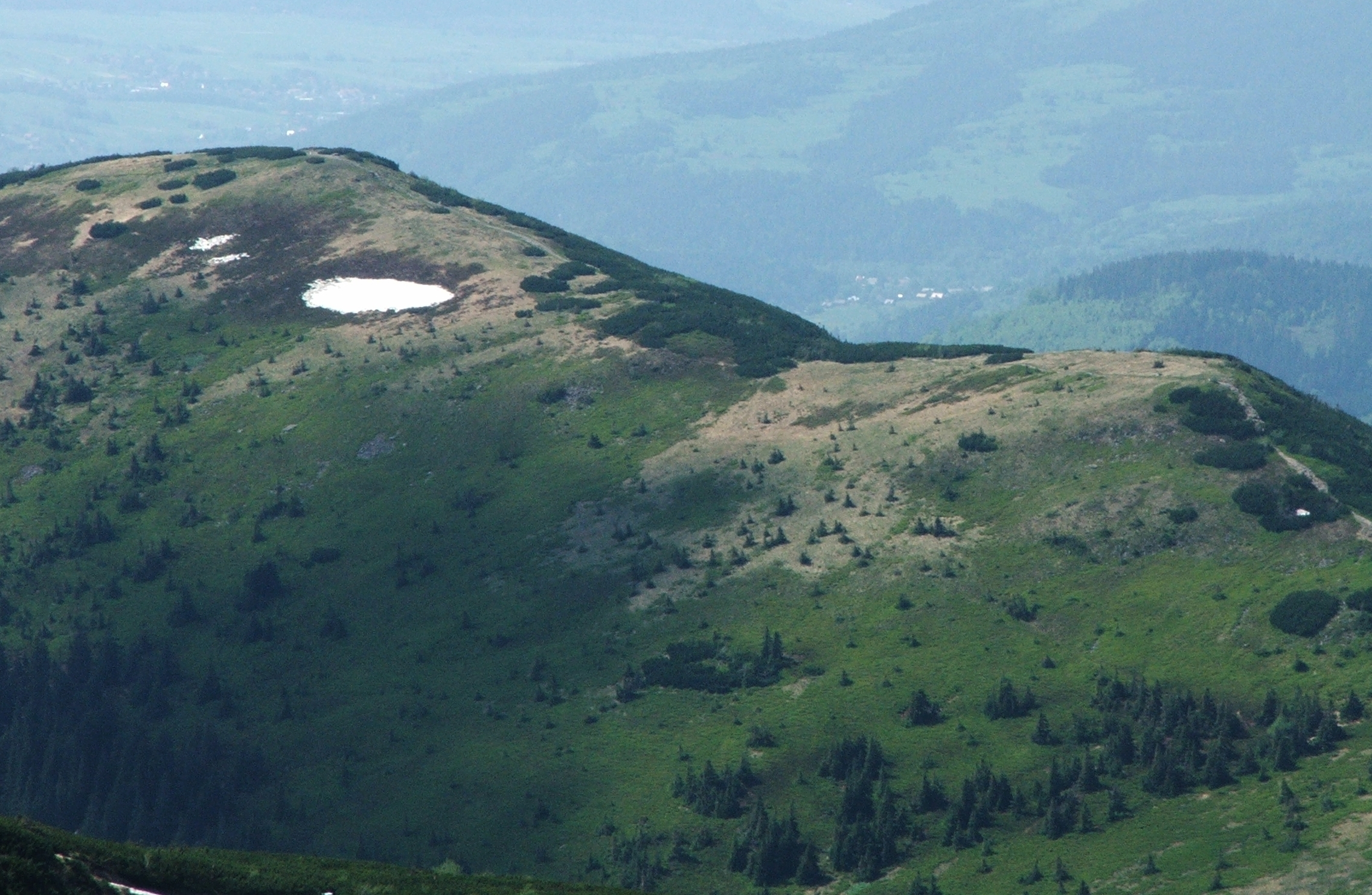
Widok na Wołowisko z Babiej Góry